# Judith Ketchanke
Judith Ketchanke Mbundah, née le 18 septembre 1983, est une haltérophile camerounaise.
Elle est médaillée de bronze à l'arraché, à l'épaule-jeté et au total dans la catégorie des plus de 75 kg aux Jeux africains de 1999 à Johannesbourg. Elle remporte la médaille d'or à l'arraché, à l'épaule-jeté et au total en moins de 75 kg aux Championnats d'Afrique d'haltérophilie 2004.